# Bjurtjärnen (Kila socken, Värmland)
Bjurtjärnen är en sjö i Säffle kommun i Värmland och ingår i Göta älvs huvudavrinningsområde.